# Corynephorus deschampsioides
Corynephorus deschampsioides är en gräsart som beskrevs av Joseph Friedrich Nicolaus Bornmüller. Corynephorus deschampsioides ingår i släktet borsttåtlar, och familjen gräs. Inga underarter finns listade i Catalogue of Life.